# Estádio Internacional Jaber Al-Ahmad
O Estádio Internacional Jaber Al-Ahmad (em árabe: ملعب جابر الأحمد الدولي) é um estádio multiuso localizado na Cidade do Kuwait, capital do Kuwait. Oficialmente inaugurado em 10 de setembro de 2010, é o maior estádio do país em capacidade de público e a principal casa onde a Seleção Kuwaitiana de Futebol manda suas partidas amistosas e oficiais válidas por competições continentais. Conta com capacidade máxima para 64 000 espectadores.